# غراهام (كارولاينا الشمالية)
غراهام (بالإنجليزية: Graham)‏ هي مدينة أمريكية ومركز مقاطعة ألامانس في ولاية كارولاينا الشمالية في الولايات المتحدة الأمريكية.

## التركيبة السكانية
حدّد مكتب تعداد الولايات المتحدة بيانات التركيبة السكانية لغراهام في تعداد الولايات المتحدة. في ما يلي، التركيبة السكانية حسب تعدادي 2000 و2010.

### تعداد عام 2000
بلغ عدد سكان غراهام 12,833 نسمة بحسب تعداد عام 2000، وبلغ عدد الأسر 5,241 أسرة وعدد العائلات 3,385 عائلة مقيمة في المدينة. في حين سجلت الكثافة السكانية 503.8 نسمة لكل كيلومتر مربع (1,304.8/ميل2). وبلغ عدد الوحدات السكنية 5,685 وحدة بمتوسط كثافة قدره 223.2 لكل كيلومتر مربع (578.1/ميل2).
وتوزع التركيب العرقي للمدينة بنسبة 72.88% من البيض و21.64% من الأمريكيين الأفارقة و0.44% من الأمريكيين الأصليين و0.73% من الأمريكيين ذوي الأصول الآسيوية و3.19% من الأعراق الأخرى و1.12% من عرقين مختلطين أو أكثر و10.14% من الهسبانيون أو اللاتينيون من أي عرق.
بلغ عدد الأسر 5,241 أسرة كانت نسبة 33.7% منها لديها أطفال تحت سن الثامنة عشر تعيش معهم، وبلغت نسبة الأزواج القاطنين مع بعضهم البعض 44% من أصل المجموع الكلي للأسر، ونسبة 16.2% من الأسر كان لديها معيلات من الإناث دون وجود شريك، بينما كانت نسبة 4.4% من الأسر لديها معيلون من الذكور دون وجود شريكة وكانت نسبة 35.4% من غير العائلات. تألفت نسبة 30.1% من أصل جميع الأسر من عدة أفراد يعيشون في نفس المنزل ونسبة 11.8% كانت تتألف من شخص يعيش بمفرده يبلغ من العمر 65 عاماً أو أكثر. وبلغ متوسط حجم الأسرة المعيشية 2.37، أما متوسط حجم العائلات فبلغ 2.91.
بلغ العمر الوسطي للسكان 34.4 عاماً. وكانت نسبة 23.9% من القاطنين تحت سن الثامنة عشر، وكانت نسبة 9.5% بين الثامنة عشر والرابعة والعشرين عاماً، ونسبة 30.7% كانت واقعةً في الفئة العمرية ما بين الخامسة والعشرين والرابعة والأربعين عاماً، ونسبة 19.6% كانت ما بين الخامسة والأربعين والرابعة والستين، ونسبة 13% كانت ضمن فئة الخامسة والستين عاماً فما فوق. يوجد لكل 100 أنثى 87.7 ذكر، ويوجد لكل 100 أنثى في الثامنة عشر من عمرها فما فوق 83.4 ذكر.
بلغ متوسط دخل الأسرة في المدينة 24,988 دولارًا، أما متوسط دخل العائلة فبلغ 30,787 دولارًا. وكان متوسط دخل الذكور 21,159 دولارًا مقابل 21,598 دولارًا للإناث. وسجل دخل الفرد الخاص بالمدينة 13,831 دولارًا. وكانت نسبة 14.9% من العائلات ونسبة 18.8% من السكان تحت خط الفقر، وكان من هؤلاء نسبة 21.7% تحت سن الثامنة عشر ونسبة 17.6% في الخامسة والستين من العمر وما فوق.

### تعداد عام 2010
بلغ عدد سكان غراهام 14,153 نسمة بحسب تعداد عام 2010، وبلغ عدد الأسر 5,801 أسرة وعدد العائلات 3,766 عائلة مقيمة في المدينة. في حين سجلت الكثافة السكانية 555.7 نسمة لكل كيلومتر مربع (1,439.3/ميل2). وبلغ عدد الوحدات السكنية 6,523 وحدة بمتوسط كثافة قدره 256.1 لكل كيلومتر مربع (663.3/ميل2).
وتوزع التركيب العرقي للمدينة بنسبة 62.94% من البيض و22.81% من الأمريكيين الأفارقة و1.22% من الأمريكيين الأصليين و1.26% من الأمريكيين ذوي الأصول الآسيوية و0.01% من سكان جزر المحيط الهادئ و9.39% من الأعراق الأخرى و2.37% من عرقين مختلطين أو أكثر و15.75% من الهسبانيون أو اللاتينيون من أي عرق.
بلغ عدد الأسر 5,801 أسرة كانت نسبة 34% منها لديها أطفال تحت سن الثامنة عشر تعيش معهم، وبلغت نسبة الأزواج القاطنين مع بعضهم البعض 41.6% من أصل المجموع الكلي للأسر، ونسبة 17.8% من الأسر كان لديها معيلات من الإناث دون وجود شريك، بينما كانت نسبة 5.4% من الأسر لديها معيلون من الذكور دون وجود شريكة وكانت نسبة 35.1% من غير العائلات. تألفت نسبة 30.3% من أصل جميع الأسر من عدة أفراد يعيشون في نفس المنزل ونسبة 11.3% كانت تتألف من شخص يعيش بمفرده يبلغ من العمر 65 عاماً أو أكثر. وبلغ متوسط حجم الأسرة المعيشية 2.40، أما متوسط حجم العائلات فبلغ 2.97.
بلغ العمر الوسطي للسكان 37.5 عاماً. وكانت نسبة 25.2% من القاطنين تحت سن الثامنة عشر، وكانت نسبة 7.7% بين الثامنة عشر والرابعة والعشرين عاماً، ونسبة 27.2% كانت واقعةً في الفئة العمرية ما بين الخامسة والعشرين والرابعة والأربعين عاماً، ونسبة 25.3% كانت ما بين الخامسة والأربعين والرابعة والستين، ونسبة 14.6% كانت ضمن فئة الخامسة والستين عاماً فما فوق. وتوزع التركيب الجنسي للسكان بنسبة 46.8% ذكور و53.2% إناث.

## أعلام
- توم زاكاري
- جيسي برانسون
- جيم هولت
- جين اولبرايت